# Hoplosauris alba
Hoplosauris alba är en fjärilsart som beskrevs av Butler 1882. Hoplosauris alba ingår i släktet Hoplosauris och familjen mätare. Inga underarter finns listade i Catalogue of Life.